# Медвежий (півострів)
Медве́жий (рос. Медвежий) — півострів на північному сході острова Ітуруп з групи Курильських островів у Росії.
Від основної частини острова відокремлений Вітровим перешийком. На сході роздвоюється на 2 частини, між якими знаходиться бухта Медвежа. В північній частині, що закінчується мисом Ілля Муромець, простягається хребет Камуй з вулканами Камуй та Демон. В південній частині, що закінчується мисом Бешений, — хребет Медвежий з вулканами Менший Брат, Кудрявий, Середній та Медвежий, серед яких останній є найстарішим на острові.
З південного сходу на північний захід півострів перетинає річка Славна, у верхів'ї якої розташоване озеро Славне. На крайньому північному сході півострова знаходиться найвищий водоспад Росії — Ілля Муромець.
На півострові містяться селища Активне та Славне.